# 聖路加花園
聖路加花園（日語：聖路加ガーデン）是位於東京都中央区明石町的兩棟超高複合式建築，從而形成沿著隅田川以及大川端河城21的天際線。建築所在地於1875年至1890年曾做為美國駐日本公使的辦事處，該地區在當時為外國人居住地。

## 概要
聖路加塔是以聖路加國際大學附屬機構——聖路加國際醫院的「聖路加生命科學中心」構想為基礎，於1990年動工，1994年竣工。聖路加樓是由股東三井不動產、日本生命保險、東急土地公司管理及營運，住宅樓由聖路加有限公司和聖路加塔有限公司承包業務，並與聖路加國際醫院合作，提供長期看護服務。
辦公樓28樓與酒店·住宅樓32樓之間有一條空橋，開放時間內(8點-22點，休館日除外)可以從空橋眺望風景。
此外，聖加路樓頂樓設有富士電視台及日本電視台之氣象相機。

## 設施

### 聖路加塔(辦公樓)
- 高度 - 220.63米(天線頂端)
- 建築面積 - 100,712.79平方米
- 動工 - 1990年6月
- 竣工 - 1994年4月
- 開放 - 1994年5月
- 樓層數 - 地上48階、地下4階
- 1樓-3樓:商業設施、餐廳（3樓有診所）
- 4樓-46樓:辦公樓（有1樓-3樓至12樓・20樓・28樓・36樓搭乘轉乘電梯）
- 47樓:展望台(13:00-19:30，2010年7月15日起關閉) ，已改建為景觀餐廳「路加福音」

### 聖路加公寓
- 高度 - 141.6m
- 建築面積 - 70,847m平方米
- 動工 - 1990年8月
- 竣工 - 1994年6月
- 開放 - 1994年9月1日
- 地下1樓-地下2樓:東急健身中心
- 1樓-31樓 - 高齡者出租公寓（175戶）
- 32樓-38樓 - 銀座格雷斯登酒店

## 前往方法
- 東京地鐵日比谷線築地站步行7分鐘
- 東京地鐵有樂町線新富町站步行8分鐘
- 都營大江戶線築地市場站步行15分鐘
- 東京車站八重洲口搭乘都營巴士東15系統深川車庫方向，於聖路加病院前下車
- 首都高速中央環狀線銀座出入口 5分鐘

## 外部連結
- （日語）St Luke's Garden Official Website
- （日語）聖路加国際病院との医療連携サービス付きマンション「聖路加レジデンス」トップページ （页面存档备份，存于）

35°40′01.32″N 139°46′43.12″E / 35.6670333°N 139.7786444°E